# Yhency Brazobán
Yhency Jose Brazobán (né le 11 juin 1980 à Saint-Domingue, République dominicaine) est un joueur dominicain de baseball qui évolue pour les Fukuoka SoftBank Hawks de la Ligue Pacifique du Japon.
Ce lanceur droitier a joué dans la Ligue majeure de baseball pour les Dodgers de Los Angeles et les Diamondbacks de l'Arizona.

## Biographie

### Carrière en ligues mineures
Brazobán signe son premier contrat professionnel avec les Yankees de New York comme agent libre le 10 juillet 1997. En 1998, il joue dans la ligue d'été de la République dominicaine comme joueur de champ extérieur et frappe avec une moyenne de 0,319. En 1999 et 2000, il rejoint la Gulf Coast League et ses performances lui valent deux sélections dans l'équipe des meilleurs joueurs de la ligue. Il est promu au niveau A à la fin de la saison 2000 avec les Greensboro Bats où il reste jusqu'en 2002. En 2003, les Yankees le repositionnent comme lanceur de relève et le font jouer dans trois équipes pour améliorer sa technique : les Gulf Coast Yankees, les Tampa Yankees (Florida State League) et les Trenton Thunder (Eastern League). Au total, en 47 apparitions, il réussit 18 sauvetages et obtient 2 victoires pour 4 défaites.
Le 13 décembre 2003, il est transféré aux Dodgers de Los Angeles avec Jeff Weaver et Brandon Weeden en échange de Kevin Brown. Il est assigné aux Jacksonville Suns (Southern League) au début de la saison 2004 et réussit 13 sauvetages en 37 apparitions. Il est promu au niveau Triple-A avec les Las Vegas 51s le 5 juillet. En 10 matchs, il est crédité de 2 victoires avec une moyenne de 2,19 points mérités. Au total, ses 78 retraits sur prises en 63 1⁄3 manches lancées en ligues mineures lui valent une promotion en Ligue majeure le 31 juillet.

### Carrière en Ligue majeure
Brazobán fait ses débuts en Ligue majeure le 5 août 2004 face aux Pirates de Pittsburgh et lance une manche sans accorder de coups sûrs aux trois frappeurs des Pirates. Par la suite, il est utilisé comme lanceur de relève dans les dernières manches avant l'entrée en jeu du stoppeur Éric Gagné. Il reçoit les trophées de Recrue du mois de la Ligue nationale en août et septembre, alignant 13 manches sans points accordés et 14 retraits sur prises entre le 12 août et le 2 septembre. En 31 apparitions, il accumule 6 victoires et 2 défaites, 27 retraits sur prises en 32 2⁄3 manches lancées.
En 2005, il remplace Éric Gagné blessé au poste de stoppeur titulaire. Pour ses 16 premières apparitions, il réussit 11 sauvetages. Il reprend son rôle de lanceur de relève lorsque Gagné revient de blessure le 14 mai, puis récupère le poste de stoppeur quand Gagné se blesse une nouvelle fois. En fin de saison, il établit plusieurs records pour une recrue avec 75 apparitions et 21 sauvetages (sur 27 occasions). Pendant l'hiver, il joue dans la Ligue dominicaine de baseball hivernal avec les Tigres del Licey où il réussit 14 sauvetages en 22 matchs. Après une légère blessure à l'épaule droite pendant la présaison, il prend part à 5 rencontres en début de saison. Après le match du 12 avril, un examen de son coude droit révèle un déchirure ligamentaire. L'opération chirurgicale de reconstruction et sa convalescence le mettent sur la touche pour le reste de la saison.
En 2007, il revient sur le monticule en ligues mineures, puis le 23 mai, il fait sa première apparition avec les Dodgers, retirant 3 frappeurs sur prises en une manche lancée. Le 1er juin, il est de nouveau placé sur la liste des blessés en raison d'une douleur à l'épaule droite. Le 22 juin, il subit une arthroscopie du cartilage de l'épaule droite et doit une nouvelle fois mettre fin prématurément à sa saison.
Le 16 janvier 2008, Brazobán signe un contrat d'une saison pour 450 000 $, évitant aux Dodgers d'avoir recours à l'arbitrage.
Brazobán ne joue pas en 2009. Agent libre en 2010, il part jouer dans la Ligue mexicaine de baseball. Le 15 août 2010, il accepte un contrat des Mets de New York de la MLB.
En décembre 2010, il accepte un contrat des ligues mineures avec les Rangers du Texas. Il faut bien en Triple-A pour Round Rock, le club-école des Rangers, mais obtient l'autonomie sans avoir été rappelé par Texas en 2011. Il rejoint alors les Diamondbacks de l'Arizona le 2 juin. Il apparaît dans six parties des Diamondbacks en 2011 avant d'être cédé aux ligues mineures. Désirant poursuivre sa carrière au Japon son contrat est transféré à une équipe de la NPB.

## Carrière au Japon
Brazobán rejoint durant l'été 2011 les Fukuoka SoftBank Hawks de la Ligue Pacifique japonaise.

## Statistiques
| Saison | Équipe     | G   | GS | CG | SHO | V  | D  | SV | IP    | SO  | ERA   |
| ------ | ---------- | --- | -- | -- | --- | -- | -- | -- | ----- | --- | ----- |
| 2004   | LA Dodgers | 31  | 0  | 0  | 0   | 6  | 2  | 0  | 32.2  | 27  | 2,48  |
| 2005   | LA Dodgers | 74  | 0  | 0  | 0   | 4  | 10 | 21 | 72.2  | 61  | 5,33  |
| 2006   | LA Dodgers | 5   | 0  | 0  | 0   | 0  | 0  | 0  | 5.0   | 4   | 5,40  |
| 2007   | LA Dodgers | 4   | 0  | 0  | 0   | 0  | 0  | 0  | 1.2   | 5   | 16,20 |
| 2008   | LA Dodgers | 2   | 0  | 0  | 0   | 0  | 0  | 0  | 3.0   | 3   | 6,00  |
| Totaux | Totaux     | 116 | 0  | 0  | 0   | 10 | 12 | 21 | 115.0 | 100 | 4,70  |

Note : G = Matches joués ; GS = Matches comme lanceur partant ; CG = Matches complets ; SHO = Blanchissages ; 
V = Victoires ; D = Défaites ; SV = Sauvetages ; IP = Manches lancées ; SO = Retraits sur des prises ; ERA = Moyenne de points mérités.